# وظيفة توزع الانتشار ثنائي الاتجاه
تعريف وظيفة توزع الانتشار ثنائي الاتجاه أو BSDF ليس موحّد. ربما تم تقديم المصطلح في عام 1980 بواسطة كل من بارتيل وديرينياك وولف. في أغلب الأحيان يتم استعماله لتسمية الوظيفة الرياضية العامة التي تصف الطريقة التي ينتشر بها الضوء على سطح ما. ومع ذلك، في الممارسة العملية تنقسم هذه الظاهرة عادةً إلى المكونات المنعكسة والمرسلة، والتي يتم التعامل معها بعد ذلك بشكل منفصل على أنها «وظيفة توزع الانعكاس ثنائي الاتجاه» (BRDF) و«وظيفة توزع النفاذية ثنائية الاتجاه» (BTDF).
- وظيفة توزع الانتشار ثنائي الاتجاه (BSDF) هي التعميم الشامل لكل من وظيفة توزع الانعكاس ثنائي الاتجاه (BRDF) ووظيفة توزع النفاذية ثنائية الاتجاه (BTDF). يمكن وصف المفهوم الكامن وراء جميع وظائف (BxDF) على أنه مربع أسود مع كون المدخلات هي أي زاويتين بشرط أن تكون الأولى للأشعة الواردة والثانية للأشعة المنعكسة أو المنقولة في نقطة معينة من السطح. إن ناتج هذا الصندوق الأسود هو القيمة التي تحدد النسبة بين الطاقة الضوئية الواردة والصادرة للزاويتين المعلومتين. قد يكون أيضاً محتوى الصندوق الأسود معادلة رياضية تحاول بشكل أو بآخر تصميم وتقدير السلوك السطحي الفعلي أو الخوارزمية التي ينتج عنها الإخراج استناداً إلى بيانات مقاسة منفصلة.

هذا يعني أن الوظيفة هي 4 (+1) بُعد (4 قيم للزوايا ثنائية وثلاثية الأبعاد + 1 اختيارية لطول موجة الضوء)، مما يعني أنه لا يمكن تمثيلها ببساطة بواسطة رسم بياني ثنائي الأبعاد ولا حتى ثلاثي الأبعاد. يظهر كل رسم بياني ثنائي أو ثلاثي الأبعاد شريحة واحدة من الوظيفة فقط.
- يميل البعض إلى استعمال مصطلح وظيفة توزع الانتشار ثنائي الاتجاه (BSDF) ببساطة كاسم عام يغطي كل وظائف مجموعة (BxDF) بأكملها.
- يستعمل مصطلح وظيفة توزع الانتشار ثنائي الاتجاه (BSDF) أحياناً في سياق مختلف قليلاً، مثلاً للوظيفة التي تصف مقدار الانتشار (وليس الضوء المبعثر)، كوظيفة زاوية الضوء الواصل.

مثال لتوضيح هذا السياق: من أجل سطح لامبارتيّ تماماً فإن زاوية (BSDF)= عدد ثابت. يستخدم هذا النهج على سبيل المثال للتحقق من جودة المخرجات من قبل الشركات المصنعة للأسطح اللامعة.
- يمكن رؤية استعمال آخر حديث لمصطلح وظيفة توزع الانتشار ثنائي الاتجاه (BSDF) في بعض الحزم ثلاثية الأبعاد، عندما يستخدمه البائعون كفئة ذكية تشمل خوارزميات cg البسيطة والمعروفة جيداً مثل (Phong) و (Blinn-Phong)، وما إلى ذلك.
- استحوذ ديفيبيك وباحثون آخرون على وظيفة توزع الانتشار ثنائي الاتجاه (BSDF) على الوجه الإنساني في عام 2000.[2] كان واحداً من آخر الإنجازات الرئيسية في طريق السينما الافتراضية بالكامل مع النظرات الرقمية فائقة الواقعية. كان الفريق هو الأول من نوعه في العالم الذي كان يعزل مكون التشتت تحت السطحي (حالة متخصصة من وظيفة توزع النفاية ثنائية الاتجاه BTDF))، باستعمال أبسط مراحل الإضاءة، والتي تتكون من مصدر ضوء متحرك وكاميرا رقمية منقولة عالية الدقة واثنين من المستقطبات في مواقع قليلة وخوارزميات بسيطة جداً على جهاز كمبيوتر متواضع.[2]

استعمل الفريق الحقيقة العلمية التي تنص على أن الضوء المنعكس والمبعثر من طبقة الهواء إلى الزيت يحافظ على استقطابه، بينما الضوء الذي ينتقل داخل الجلد يفقد الاستقطاب. يمكن محاكاة مكون الانتشار تحت السطحي باعتباره توهجاً ثابتاً ومبعثراً للضوء من داخل النماذج، وبدونه لن يبدو الجلد واقعياً أبداً. قامت شركة (ESC Entertainment) –وهي شركة أنشأتها وارنر براذرز بيكتشرز خصيصاً للقيام بالتأثيرات المرئية/ نظام التصوير السينمائي الافتراضيل لفلم (The Matrix Reloaded) و (The Matrix Revolutions)- بعزل المعلمات عن التحليل التقريبي لوظيفة توزع الانتشار ثنائي الاتجاه (BSDF) والذي يتكون من مكون نشر لامبارتي ومكون فونغ معدّل مع أحد أنواع تأثيرات فريسنل.

## نظرة عامة حول وظائف BxDF
- وظيفة توزع الانتشار ثنائي الاتجاه (BSDF) هي الوظيفة الأكثر شمولاً.
- تصف وظيفة توزع انعكاس سطح الانتشار ثنائي الاتجاه أو وظيفة توزع انعكاس سطح الانتشار ب (BSSRDF)[4][5] العلاقة بين الإشعاع الخارج والتدفق الحاصل، بما في ذلك الظواهر مثل الانتشار تحت السطحي (SSS). تصف وظيفة توزع انعكاس سطح الانتشار ثنائي الاتجاه أو وظيفة توزع انعكاس سطح الانتشار ب (BSSRDF) كيف يتم نقل الضوء بين أي أشعة تصل إلى السطح.
- وظيفة توزع الانعكاس ثنائي الاتجاه (BRDF) [4] هي وظيفة مبسطة من وظيفة توزع انعكاس سطح الانتشار ثنائي الاتجاه أو وظيفة توزع انعكاس سطح الانتشار ب (BSSRDF)، على افتراض أن الضوء يدخل ويبقى في نفس النقطة.
- وظيفة توزع النفاذية ثنائية الاتجاه (BTDF) [1] ، تشبه وظيفة توزع الانعكاس ثنائي الاتجاه (BRDF) ولكن بالنسبة للجانب الآخر من السطح.